# 吉利缤越
吉利缤越（代號SX11）是中国汽车制造商吉利汽車自2018年8月22日以来生产的一款超紧凑型跨界休旅車。它在全球市场上以吉利Coolray销售，並獲得奈及利亞汽車記者協會評選的「2021年度緊湊型SUV傑出設計與科技」大獎。

## 簡介

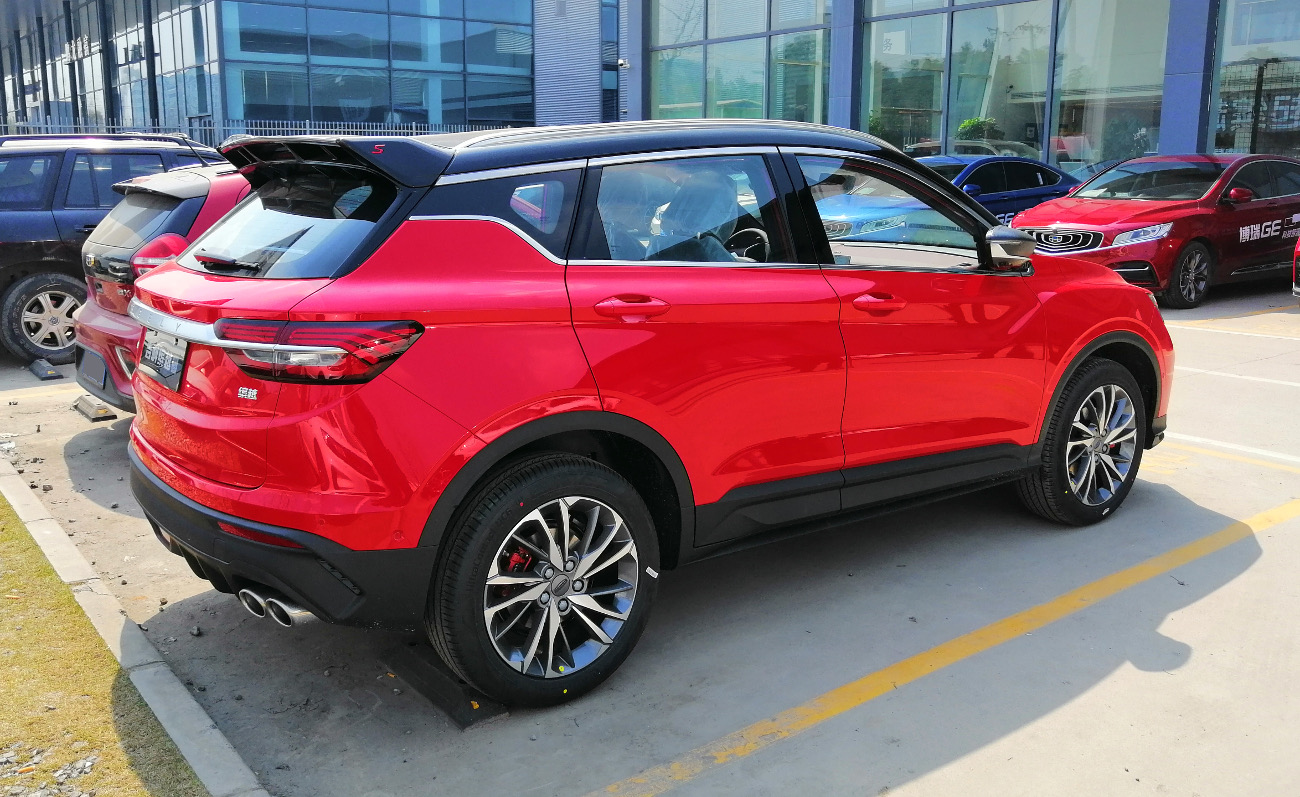
後視圖

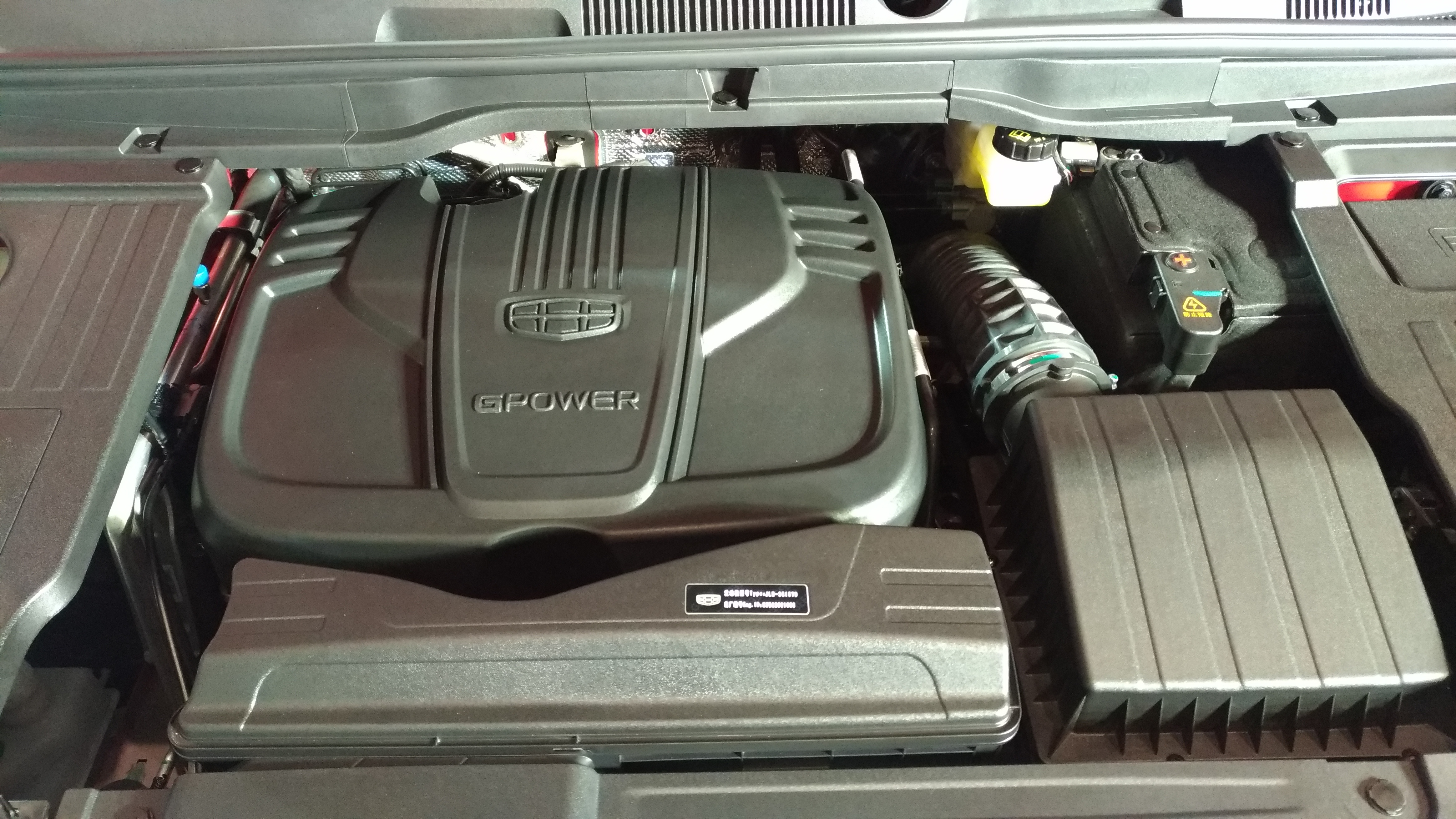
引擎

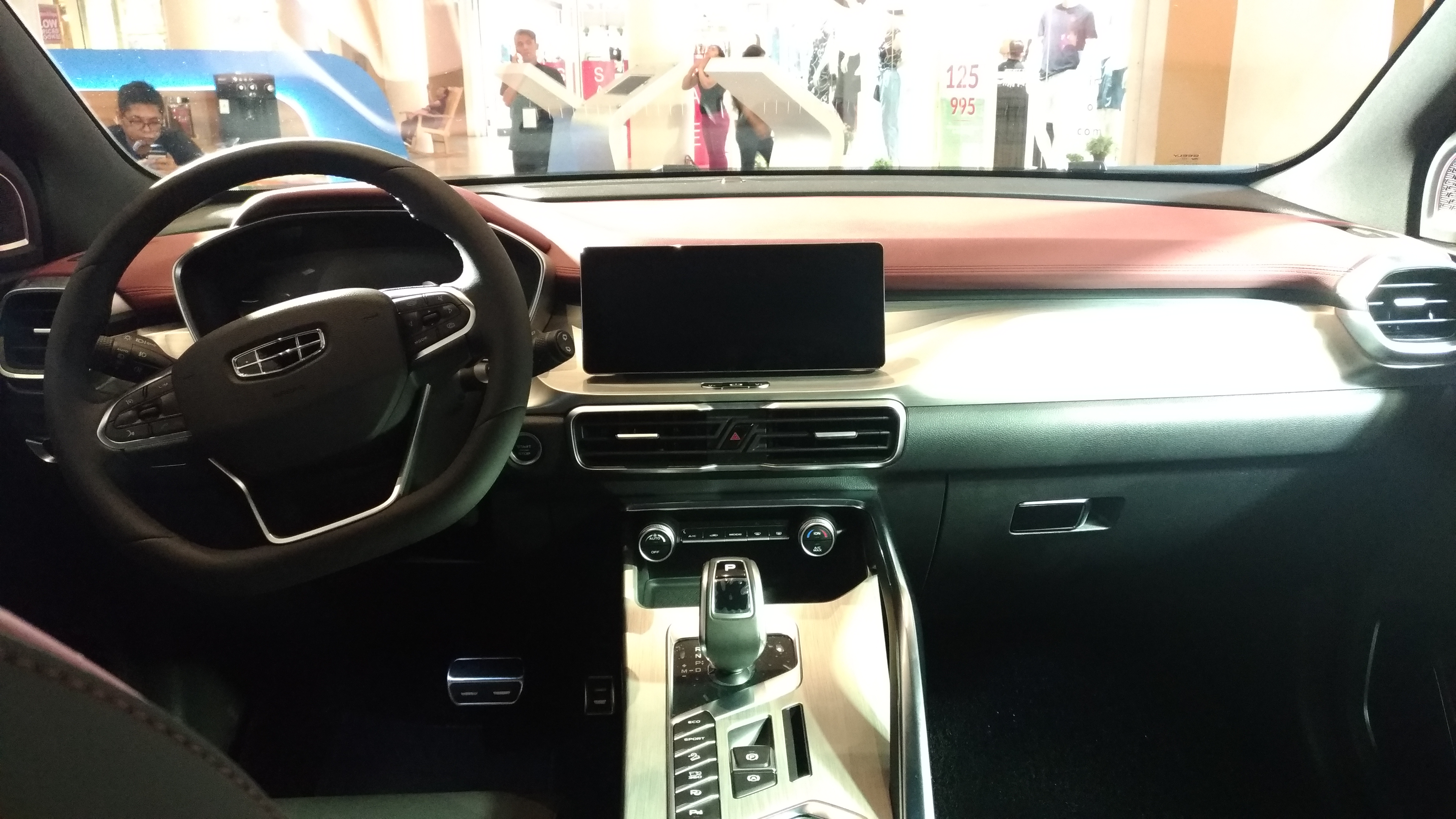
內飾

該輛車前稱為SX11，於2018年8月改名為繽越，市場定位於吉利帝豪GS和吉利博越之間，該車亦是吉利BMA平台上開發的首款跨界車。其運動版本繽越260T則使用吉利全球鷹的車標。